# Грешници (филм)
Грешници (енгл. Sinners) амерички је натприродни хорор филм из 2025. у режији и по сценарију Рајана Куглера. Радња филма смештена је током 1930-их година на југу САД у време закона Џима Кроуа, а Мајкл Б. Џордан игра двоструку улогу браће близанаца који се враћају у свој родни град, али су суочени са још већим злом.
Премијера је приказана 3. априла 2025. године, док је 18. априла започео с приказивањем у биоскопима у САД, односно 17. априла у Србији. Добио је позитивне рецензије критичара, уз посебне похвале за режију и музику.

## Радња
Покушавајући да оставе своје проблематичне животе иза себе, браћа близанци се враћају у свој родни град како би почели животе испочетка, да би открили да их чека још веће зло.

## Улоге
| Глумац            | Улога      |
| ----------------- | ---------- |
| Мајкл Б. Џордан   | Смоук      |
| Мајкл Б. Џордан   | Стек       |
| Хејли Стајнфелд   | Мери       |
| Мајлс Катон       | Семи       |
| Џек О’Конел       | Ремик      |
| Вунми Мосаку      | Ени        |
| Џејми Лосон       | Перлајн    |
| Омар Бенсон Милер | Корнбред   |
| Ли Ђун Ли         | Грејс Чо   |
| Делрој Линдо      | Делта Слим |